# Geodorum eulophioides
Geodorum eulophioides är en orkidéart som beskrevs av Rudolf Schlechter. Geodorum eulophioides ingår i släktet Geodorum och familjen orkidéer. Inga underarter finns listade i Catalogue of Life.